# Morti nel 1969/Settembre
| Questa pagina contiene informazioni ricavate automaticamente dalle voci biografiche con l'ausilio del template Bio e di un bot. L'aggiornamento è periodico e automatico e ricostruisce completamente la pagina. Se manca una persona in questa lista, sei pregato di non aggiungerla, ma accertati piuttosto che la sua voce biografica contenga il template Bio e che i dati anagrafici siano correttamente compilati. Se il template Bio manca, inseriscilo tu stesso o, in alternativa, metti l'avviso {{tmp\|Bio}} che ne segnala la mancanza. Se i dati riportati sono sbagliati, correggi direttamente la voce biografica; le modifiche saranno visibili in questa lista entro pochi giorni. Per chiarimenti vedi il progetto biografie. La lista contiene solo le 86 persone che sono citate nell'enciclopedia e per le quali è stato implementato correttamente il template Bio. Pagina aggiornata al 3 mar 2024. |

- 1º settembre - Giovanni Ansaldo, giornalista e scrittore italiano (n. 1895)
- 1º settembre - Heinz Hax, tiratore a segno tedesco (n. 1900)
- 1º settembre - Michael Lippert, militare tedesco (n. 1897)
- 1º settembre - Auguste Liquois, fumettista e pittore francese (n. 1902)
- 1º settembre - Domenico Sisca, presbitero e storico italiano (n. 1888)
- 1º settembre - Max Weiler, allenatore di calcio e calciatore svizzero (n. 1900)
- 2 settembre - Ho Chi Minh, rivoluzionario, politico e patriota vietnamita (n. 1890)
- 2 settembre - Willy Mairesse, pilota automobilistico belga (n. 1928)
- 3 settembre - Cesare Bionaz, politico italiano (n. 1912)
- 3 settembre - Luigi Dommarco, poeta e paroliere italiano (n. 1876)
- 3 settembre - Alexander Gleichmann, canottiere tedesco (n. 1879)
- 3 settembre - Frico Kafenda, compositore e direttore d'orchestra slovacco (n. 1883)
- 3 settembre - Arthur Pope, archeologo, storico dell'arte e docente statunitense (n. 1881)
- 4 settembre - Raymond Flacher, schermidore francese (n. 1903)
- 4 settembre - Marcel Riesz, matematico ungherese (n. 1886)
- 5 settembre - Edward Anderson, scrittore statunitense (n. 1905)
- 5 settembre - Heinrich Bütefisch, chimico tedesco (n. 1894)
- 5 settembre - Tammaro De Marinis, antiquario e bibliografo italiano (n. 1878)
- 5 settembre - Josh White, cantante, cantautore e chitarrista statunitense (n. 1914)
- 6 settembre - Corrado di Baviera, generale tedesco (n. 1883)
- 6 settembre - Nemika Sultan, principessa ottomana (n. 1888)
- 6 settembre - Vera Carmi, attrice italiana (n. 1914)
- 6 settembre - Arthur Friedenreich, calciatore brasiliano (n. 1892)
- 6 settembre - Edith Johnson, attrice statunitense (n. 1894)
- 6 settembre - Olinto Marella, presbitero italiano (n. 1882)
- 7 settembre - Arthur Benda, fotografo tedesco (n. 1885)
- 7 settembre - Elisa Chimenti, scrittrice, antropologa e etnografa italiana (n. 1883)
- 7 settembre - Everett Dirksen, politico statunitense (n. 1896)
- 8 settembre - Bud Collyer, doppiatore e conduttore televisivo statunitense (n. 1908)
- 8 settembre - Alexandra David-Néel, scrittrice e esploratrice francese (n. 1868)
- 8 settembre - Emil Leeb, generale tedesco (n. 1881)
- 8 settembre - Frederick Varley, pittore canadese (n. 1881)
- 9 settembre - Fernand Wambst, pistard francese (n. 1912)
- 10 settembre - Gastone Innocenti, calciatore italiano (n. 1905)
- 10 settembre - Gigi Ortuso, conduttore radiofonico italiano
- 11 settembre - Ellen Richter, attrice e produttrice cinematografica austriaca (n. 1891)
- 11 settembre - Salvatore Santeramo, presbitero italiano (n. 1880)
- 11 settembre - János Vanicsek, allenatore di calcio e calciatore ungherese (n. 1887)
- 12 settembre - William Henry Chamberlin, storico e giornalista statunitense (n. 1897)
- 12 settembre - Charles Foulkes, generale canadese (n. 1903)
- 12 settembre - Giovanni Malesci, pittore e decoratore italiano (n. 1884)
- 12 settembre - Terry de la Mesa Allen, generale statunitense (n. 1888)
- 13 settembre - Ferruccio Bellè, arbitro di calcio italiano (n. 1909)
- 13 settembre - Nataniela De Micheli, attrice teatrale e personaggio televisivo italiana (n. 1935)
- 13 settembre - Dumitru Petrescu, generale e politico rumeno (n. 1906)
- 14 settembre - James Anderson, attore statunitense (n. 1921)
- 14 settembre - Manuella Kalili, nuotatore statunitense (n. 1912)
- 14 settembre - Alice Zeppilli, soprano italiana (n. 1885)
- 15 settembre - Giovanni Battista Bertone, politico e avvocato italiano (n. 1874)
- 15 settembre - Alessandro Michelagnoli, ammiraglio italiano (n. 1905)
- 15 settembre - Fernando Santi, sindacalista e politico italiano (n. 1902)
- 16 settembre - Luigi Contu, politico, giurista e sindacalista italiano (n. 1901)
- 16 settembre - Ezio Garibaldi, politico e militare italiano (n. 1894)
- 16 settembre - Mally Johnson, cestista statunitense (n. 1908)
- 17 settembre - Marcel Kauffmann, calciatore francese (n. 1910)
- 17 settembre - Giovanni Urbani, cardinale e patriarca cattolico italiano (n. 1900)
- 18 settembre - Carmelo Caristia, costituzionalista e politico italiano (n. 1881)
- 18 settembre - Richard Macaulay, sceneggiatore statunitense (n. 1909)
- 18 settembre - Renato Marino Mazzacurati, scultore e pittore italiano (n. 1907)
- 18 settembre - Rudolf Wagner-Régeny, musicista rumeno (n. 1903)
- 19 settembre - Rex Ingram, attore statunitense (n. 1895)
- 19 settembre - Carlo Parri, pittore italiano (n. 1897)
- 19 settembre - Edoardo Pasteur, calciatore, dirigente sportivo e allenatore di calcio italiano (n. 1877)
- 19 settembre - Giorgio Scifo, militare italiano (n. 1925)
- 20 settembre - Guido Gambone, ceramista italiano (n. 1909)
- 20 settembre - Werner Schreib, pittore tedesco (n. 1925)
- 20 settembre - Walt Torrence, cestista statunitense (n. 1937)
- 22 settembre - Bob Kelly, calciatore e allenatore di calcio inglese (n. 1893)
- 22 settembre - Adolfo López Mateos, politico messicano (n. 1909)
- 22 settembre - Nikola Simić, allenatore di calcio e calciatore jugoslavo (n. 1897)
- 22 settembre - Aleksandras Stulginskis, politico lituano (n. 1885)
- 23 settembre - Mario Cavaglieri, pittore italiano (n. 1887)
- 24 settembre - Rodolfo Biagi, musicista argentino (n. 1906)
- 24 settembre - Hugo Kinert, allenatore di calcio e calciatore jugoslavo (n. 1894)
- 24 settembre - Warren McCulloch, neurofisiologo statunitense (n. 1898)
- 25 settembre - Paul Scherrer, fisico svizzero (n. 1890)
- 26 settembre - Lydecker brothers, effettista statunitense (n. 1911)
- 26 settembre - Giovanni Zarrilli, archivista e storico italiano (n. 1926)
- 27 settembre - Nicolas Grunitzky, politico togolese (n. 1913)
- 27 settembre - Katsutoshi Naito, lottatore giapponese (n. 1895)
- 27 settembre - Bill Thompson, cestista statunitense (n. 1920)
- 28 settembre - Emiliano Cagnoni, vescovo cattolico italiano (n. 1884)
- 28 settembre - Kimon Georgiev, generale e politico bulgaro (n. 1882)
- 28 settembre - Vilhelm Náhlovský, calciatore cecoslovacco (n. 1910)
- 28 settembre - Rezső Szulik, calciatore ungherese (n. 1905)
- 30 settembre - Frederic Bartlett, psicologo britannico (n. 1886)